# مارینا کایوراند
مارینا کایوراند (استونیایی: Marina Kaljurand؛ زادهٔ ۶ سپتامبر ۱۹۶۲) سیاست‌مدار و دیپلمات اهل استونی است.
وی از سال ۲۰۱۵ تا ۲۰۱۶ وزیر امور خارجه استونی، از سال ۲۰۱۱ تا ۲۰۱۴ سفیر استونی در ایالات متحده آمریکا و مکزیک، از سال ۲۰۰۷ تا ۲۰۱۱ سفیر استونی در روسیه و از سال ۲۰۰۴ تا ۲۰۰۶ سفیر استونی در اسرائیل بوده‌است.

## نگارخانه

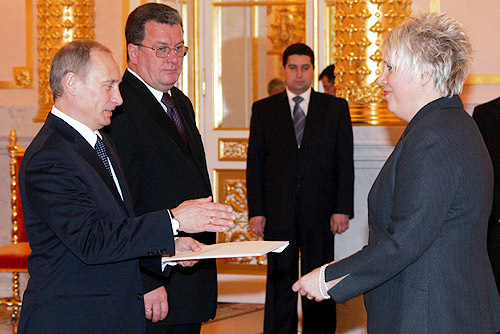
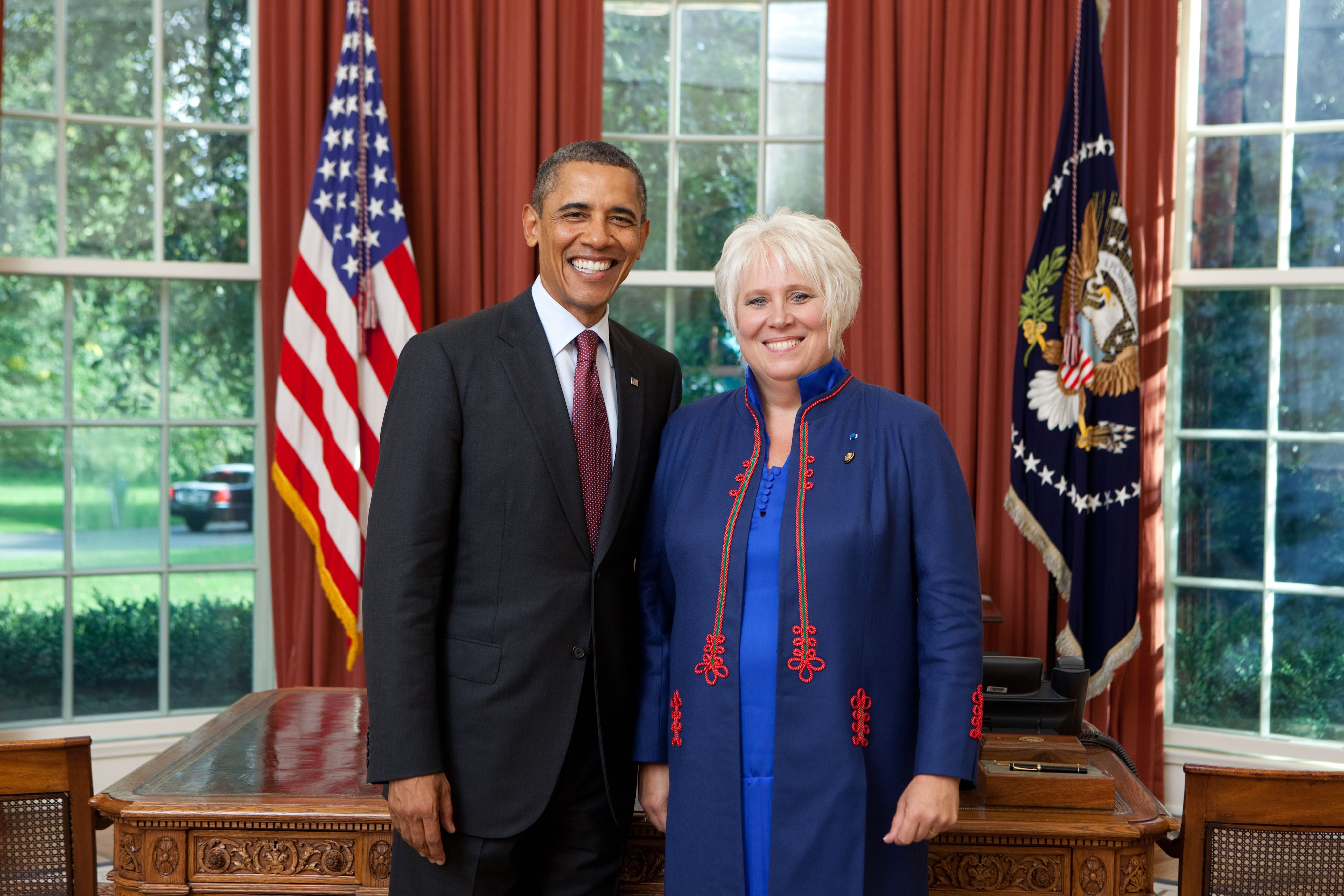
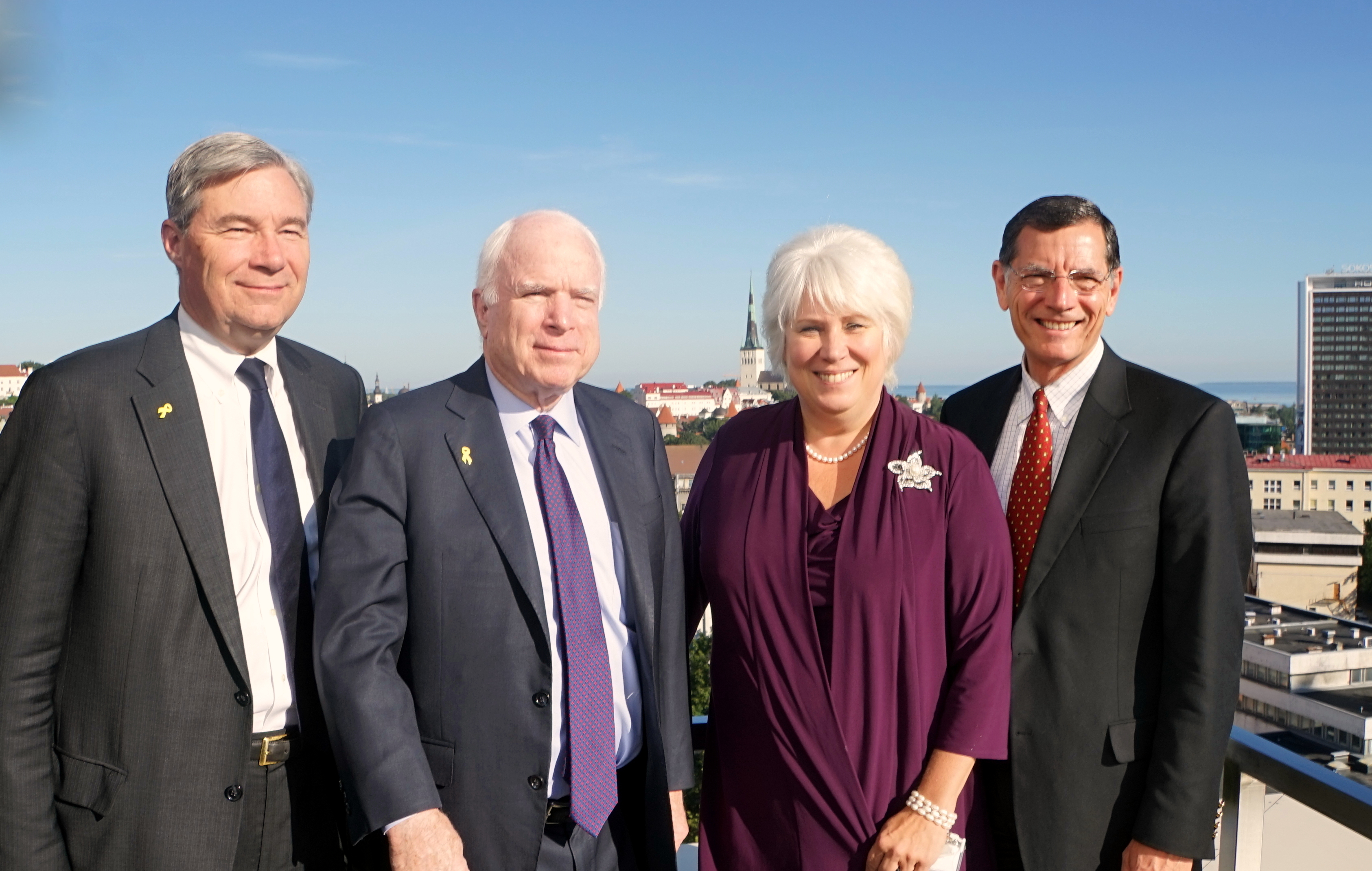
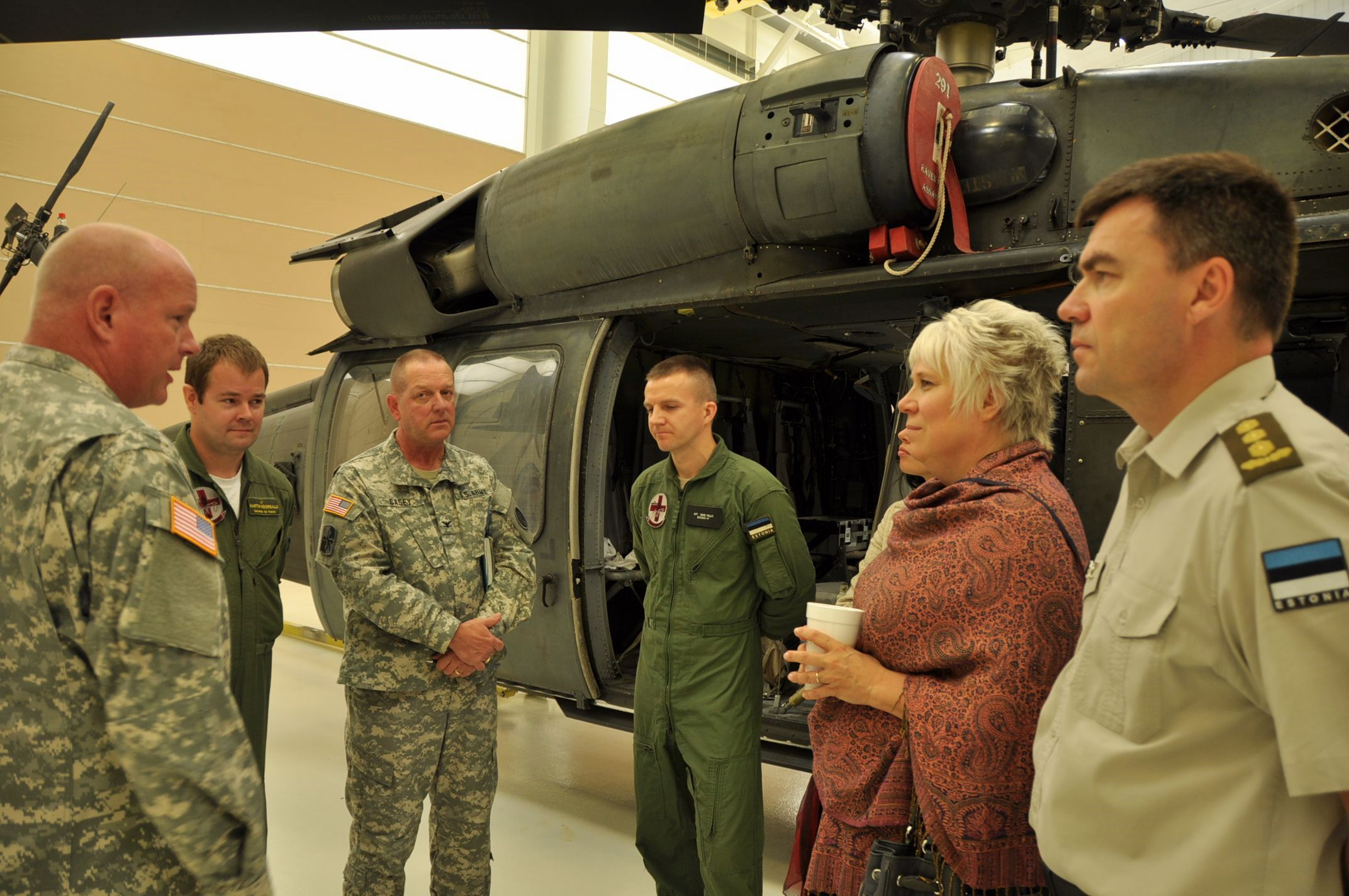
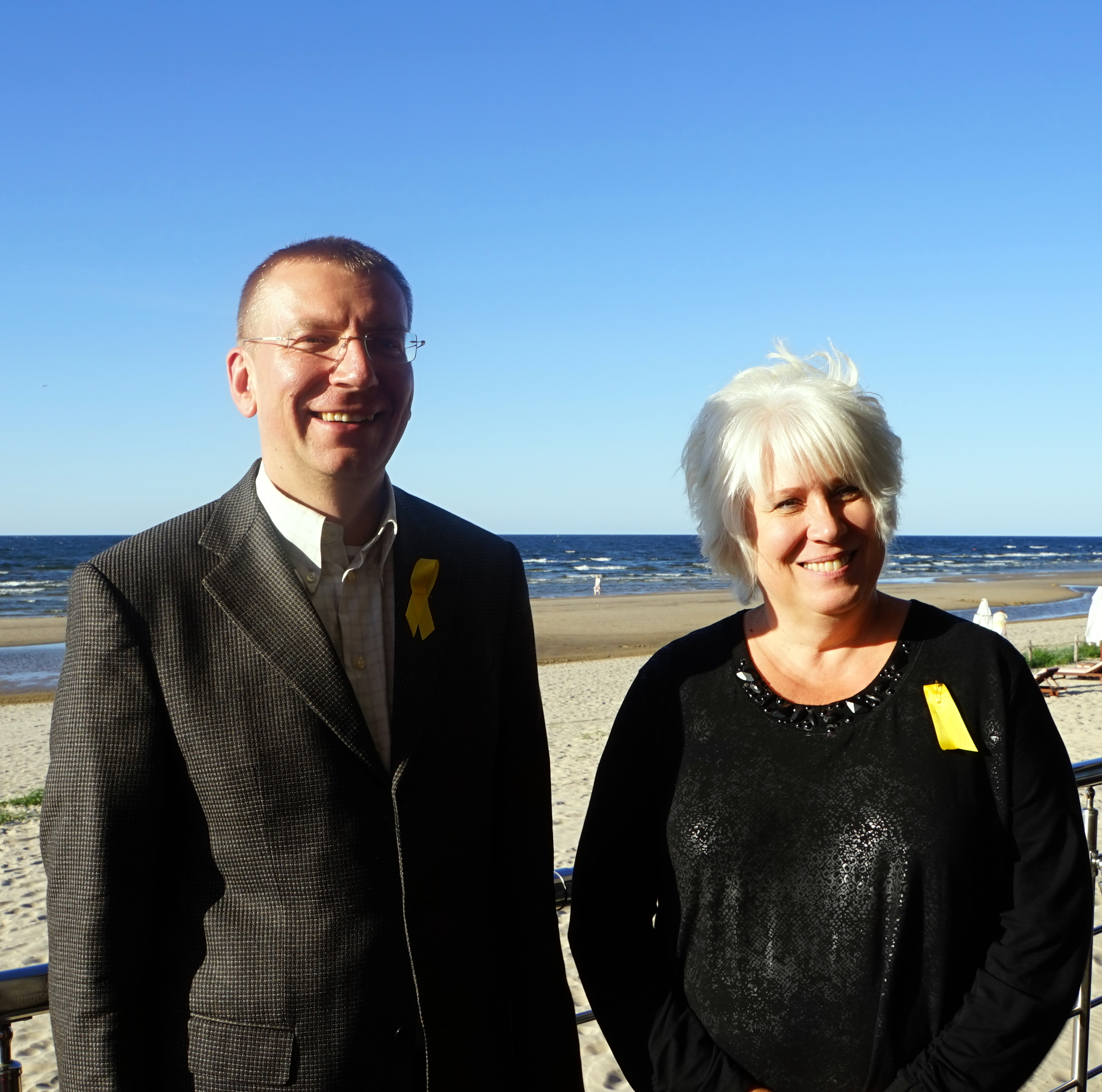
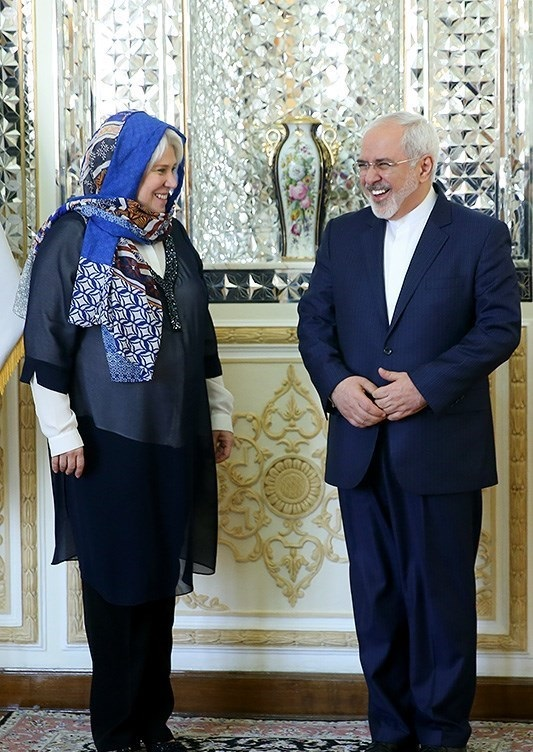